# Ryōhei Hayashi
Ryōhei Hayashi (林 陵平 Hayashi Ryōhei?, nacido el 8 de septiembre de 1986 en Tokio) es un exfutbolista japonés que se desempeñaba como delantero.

## Trayectoria

### Clubes
| Club                       | País  | Año         |
| -------------------------- | ----- | ----------- |
| Tokyo Verdy                | Japón | 2009        |
| Kashiwa Reysol             | Japón | 2010 - 2012 |
| Montedio Yamagata (cedido) | Japón | 2012        |
| Montedio Yamagata          | Japón | 2013 - 2016 |
| Mito HollyHock             | Japón | 2017        |
| Tokyo Verdy                | Japón | 2018 - 2021 |
| FC Machida Zelvia (cedido) | Japón | 2019        |

## Estadística de carrera

### J. League
| Club              | Año   | J. League | J. League | Copa J. League | Copa J. League | Total | Total |
| Club              | Año   | Part.     | Goles     | Part.          | Goles          | Part. | Goles |
| ----------------- | ----- | --------- | --------- | -------------- | -------------- | ----- | ----- |
| Tokyo Verdy       | 2009  | 32        | 6         | -              | -              | 32    | 6     |
| Kashiwa Reysol    | 2010  | 24        | 10        | -              | -              | 24    | 10    |
| Kashiwa Reysol    | 2011  | 10        | 1         | 1              | 0              | 11    | 1     |
| Kashiwa Reysol    | 2012  | 3         | 0         | 0              | 0              | 3     | 0     |
| Montedio Yamagata | 2012  | 16        | 2         | -              | -              | 16    | 2     |
| Montedio Yamagata | 2013  | 34        | 12        | -              | -              | 34    | 12    |
| Montedio Yamagata | 2014  | 3         | 0         | -              | -              | 3     | 0     |
| Montedio Yamagata | 2015  | 23        | 2         | 4              | 0              | 27    | 2     |
| Montedio Yamagata | 2016  | 30        | 6         | -              | -              | 30    | 6     |
| Mito HollyHock    | 2017  | 41        | 14        | -              | -              | 41    | 14    |
| Total             | Total | 216       | 53        | 5              | 0              | 221   | 53    |